# Molotschnoje (Kaliningrad)
Molotschnoje (russisch Молочное, deutsch Klein Drebnau) ist ein Ort in der russischen Oblast Kaliningrad. Er gehört zur kommunalen Selbstverwaltungseinheit Stadtkreis Selenogradsk im Rajon Selenogradsk.

## Geographische Lage
Molotschnoje liegt 19 Kilometer nordwestlich der Stadt Kaliningrad (Königsberg), 15 Kilometer südlich des Ostseebades Pionerski (Neukuhren) und zwei Kilometer östlich der russischen Fernstraße A 192 (frühere deutsche Reichsstraße 143). Der Ort ist von der ehemaligen Ortsstelle Nowo-Pereslawskoje (Marienhof) aus zu erreichen. Die nächste Bahnstation ist Pereslawskoje-Sapadnoje an der Bahnstrecke Kaliningrad–Swetlogorsk (Königsberg–Rauschen) – bis 1945 Bahnhof Marienhof der Samlandbahn und Endstation der Fischhausener Kreisbahn.

## Geschichte
Das bis 1946 Klein Drebnau genannte Dorf bestand vor 1945 aus vier kleinen Höfen. Im Jahre 1874 wurde der Ort in den neu errichteten Amtsbezirk Seefeld (russisch: Prostornoje, nicht mehr existent) – ab 1930 Amtsbezirk Drugehnen (russisch: Pereslawskoje) – im Landkreis Fischhausen (1939 bis 1945 Landkreis Samland) im Regierungsbezirk Königsberg der preußischen Provinz Ostpreußen eingegliedert. Am 1. Dezember 1910 waren hier 116 Einwohner registriert.
Am 17. Oktober 1928 gab die Landgemeinde Klein Drebnau ihre Eigenständigkeit auf und wurde in die benachbarte Landgemeinde Groß Drebnau eingemeindet, die in „Drebnau“ (ohne Zusatz) umbenannt wurde.
Infolge des Zweiten Weltkrieges kam Klein Drebnau 1945 mit dem nördlichen Ostpreußen zur Sowjetunion. Im Jahr 1950 erhielt der Ort den Namen Molotschnoje und wurde gleichzeitig dem Dorfsowjet Romanowski selski Sowet im Rajon Primorsk zugeordnet. Von 2005 bis 2015 gehörte Molotschnoje zur Landgemeinde Kowrowskoje selskoje posselenije und seither zum Stadtkreis Selenogradsk.

## Kirche
Die vor 1945 mehrheitlich evangelische Bevölkerung Klein Drebnaus war in das Kirchspiel der Pfarrkirche in Kumehnen (heute russisch: Kumatschowo) eingegliedert, das zum Kirchenkreis Fischhausen (Primorsk) innerhalb der Kirchenprovinz Ostpreußen der Kirche der Altpreußischen Union gehörte. Die katholischen Kirchenglieder gehörten zur Pfarrei Königsberg−Oberhaberberg im Bistum Ermland. Heute liegt Molotschnoje im Einzugsbereich der evangelisch-lutherischen Auferstehungskirche in Kaliningrad (Königsberg) innerhalb der Propstei Kaliningrad der Evangelisch-lutherischen Kirche Europäisches Russland. In Kaliningrad gibt es auch ein katholisches Pfarrzentrum.